# Камин, Барух
Барух Камин (ивр. ברוך קמין — קמינקר‎, настоящее имя Бу́рэх Ками́нкер; 15 апреля 1914, Аккерман или Шабо, Бессарабская губерния — 10 июля 1988, Израиль) — израильский политический деятель, депутат Кнессета.

## Биография
Барух Камин родился под именем Бурех Каминкер на юге Бессарабии. До четырёхлетнего возраста рос в Шабо, где его дед (реб Беньюмен Каминкер, сын Велвла из Жабокрича) был раввином и резником, затем семья переехала в Аккерман (Четатя Албэ). Отец приобрёл жилой дом на улице Кишинёвской, 35.
Окончил аграрный университет в Кишинёве, был одним из лидеров молодёжного сионистского движения «Гордония» в Румынии. В 1939 году поселился в Палестине. В 1939—1947 годах был членом кибуца Нир-Ам в пустыне Негев. Во время Второй мировой войны прошёл военную подготовку и в октябре 1943 года был в составе десанта из 10 палестинских евреев бессарабского и румынского происхождения заброшен на территорию Румынии для организации партизанского движения. Находился в Румынии вплоть до разгрома румынских войск советской армией в ходе Ясско-Кишинёвской операции 29 июля 1944 года. В 1987 году Барух Камин опубликовал книгу воспоминаний об этом периоде «Десант и эвакуация: вместе с евреями Румынии во время Холокоста и после».
В 1945—1946 годах был делегатом организации по нелегальной эвакуации евреев из восточной Европы в подмандатную Палестину, в 1948—1949 годах был эмиссаром по эмиграции в Чехословакии и Австрии, работал в лагерях для перемещённых лиц. В 1953—1955 годах избирался депутатом Кнессета от рабочей партии Мапай. В 1956—1964 годах — секретарь городского совета Герцлии, был директором отделения культуры Гистрадута (профсоюза страны).